# リヴィウ爆撃
リヴィウ爆撃（リヴィウばくげき）は、2022年ロシアのウクライナ侵攻の勃発後に始まったリヴィウ州とリヴィウへの爆撃を指す。

## 時系列

### 2月24日
リヴィウで、7時30分頃にロシア軍がBrodi、Novi Kalinov、Kamianka-Buzkaの3部隊を攻撃した。

### 3月13日
3月13日朝、ロシア軍が、黒海とアゾフ海からヤーヴォリウ軍事基地を爆撃した。爆撃機はロシアのサラトフ州のEngels-2空軍基地から離陸していた。ミサイル30発以上が発射され、8発がヤーヴォリウ軍事基地に命中した。リヴィウ当局によれば、35人が死亡、134人が負傷したという。

### 3月18日
3月18日朝、ロシア軍はリヴィウ航空機修理工場を目標にKh-555ミサイル6発を発射した。2発はウクライナ空軍が撃墜したが、4発が建物を破壊した。砲撃で1人が負傷した。

### 3月26日
3月26日午後6時頃、ロシア軍がVelyki Kryvchytsiの貯油施設をミサイルで攻撃し、3回爆発したことが記録されている。火災が起きたが、住宅地とその他の施設には被害はなかった。リヴィウ州知事のマクシム・コジツキーによれば、5人が負傷したという。
その後、午後8時、リヴィウ装甲車両工場がロケット攻撃を受け、かなり深刻な被害を受けた。アンドリー・サドヴィーは、現場付近の学校で窓が破壊されたと発言した。負傷者はいなかった。後に、それぞれの現場でミサイル2発が発射されたことが判明したが、ウクライナ空軍司令部はおよそ6発がリヴィウに発射されたとしている。
ロシア軍の活動は、ミサイル攻撃の直後に行われた、アメリカ大統領ジョー・バイデンのポーランドでの演説に関係していた。

### 3月28日
3月28日、ウクライナ空軍がZolochiv Raionでロシア軍のミサイル3発を撃墜した。

### 4月5日
4月5日、戦闘機がベラルーシからリヴィウ州の民間施設を攻撃しようとしたが、Radekhivでウクライナ空軍がミサイル2発を撃墜した。

### 4月16日
4月16日朝、ベラルーシのBaranovichi airfieldから発進したロシアの戦闘機Su-35がミサイル攻撃を行ったが、ウクライナ空軍西部航空司令部の対空ミサイル部隊が巡航ミサイル4発を撃墜した。

### 4月18日
4月18日朝、西部航空司令部によれば、ミサイル4発が発射され、3発が軍事施設、1発がtire fittingに対するものだった。ミサイル攻撃で火災が発生し、攻撃された施設はかなりの被害を受けた。リヴィウ州知事によれば、7人が死亡し、子ども1人を含む11人が負傷したという。
およそ車40台が爆撃で損傷あるいは破壊された。

### 4月25日
午前8時50分頃、Krasne駅のトラクション変電所が爆撃された。

### 5月3日
5月3日、リヴィウが砲撃された。リヴィウ市長は、少なくとも5回の爆発が確認され、市内の変電所3ヵ所が被害を受け、市内の一部で電気と水の供給が停止したと発表した。2人が負傷した。

### 5月15日
ポーランドから15キロメートルのところにあるJaworiv地区の軍事施設にロケット弾4発が命中した。ウクライナ空軍は2発以上のミサイルを撃墜している。ロケット弾は、黒海の潜水艦から発射されたとされる。

### 5月17日
リヴィウ地域で最大級の爆撃が発生した。ミサイルの一部はウクライナ空軍が撃墜した。Javorovsko地区が攻撃されている。

### 6月1日
Strija地区の鉄道施設が砲撃され、5人が負傷した。

### 6月14日
ウクライナ空軍がZolochiv地区の上空でロケット弾1発を撃墜したが、残骸によりレンガ工場が被害を受け、6人が負傷した。

### 6月25日
Javorovsko地区で、ロシア軍が軍事施設をロケット弾で攻撃した。ウクライナ空軍が巡航ミサイル2発を撃墜したが、4発が施設に命中した。爆撃により、4人が負傷した。